# Левандівський парк
Леванді́вський парк — парк у Залізничному районі Львова на Левандівці, обмежений вулицями Повітряною, Олесницького і Кузнярівкою. Парк закладений 1950 року. З того часу, й до перейменування на початку 1990-х, він називався Жовтневим, від назви мікрорайону (Левандівка в радянські часи називалася мікрорайон Жовтневий).
Основні насадження парку — смерека, тополя, береза повисла, ялина європейська, гіркокаштан, туя велетенська, клен гостролистий, явір, ясен, осика, бузок звичайний, форзиція, глід, алича, шипшина. Зростають конвалія, підсніжники, фіалки, крокуси.
Головний вхід в парк — з боку вулиці Повітряної від місця її перетину з Сяйво. Праворуч від входу альтанка, від якої починається головна алея парку з напівкруглими лавочками вздовж неї. Ліворуч — приміщення колишнього кінотеатру «Супутник», в якому у 2000-х роках діяв нічний клуб. Далі за кінотеатром дитячий майданчик. Прямо від входу — галявина, яка тягнеться через весь парк до вулиці Кузнярівки.
У 2010 році парк освітлено: було встановлено 50 ліхтарів на суму 295 тисяч гривень. На 2011 рік було заплановано встановити лавочки й смітники, але цього зроблено не було. Рішенням Львівської міської ради від 26 квітня 2012 року парк передано на баланс ЛКП «Зелений Львів». Станом на 2012 рік парк був засмічений та перебував у занедбаному стані.

## Світлини

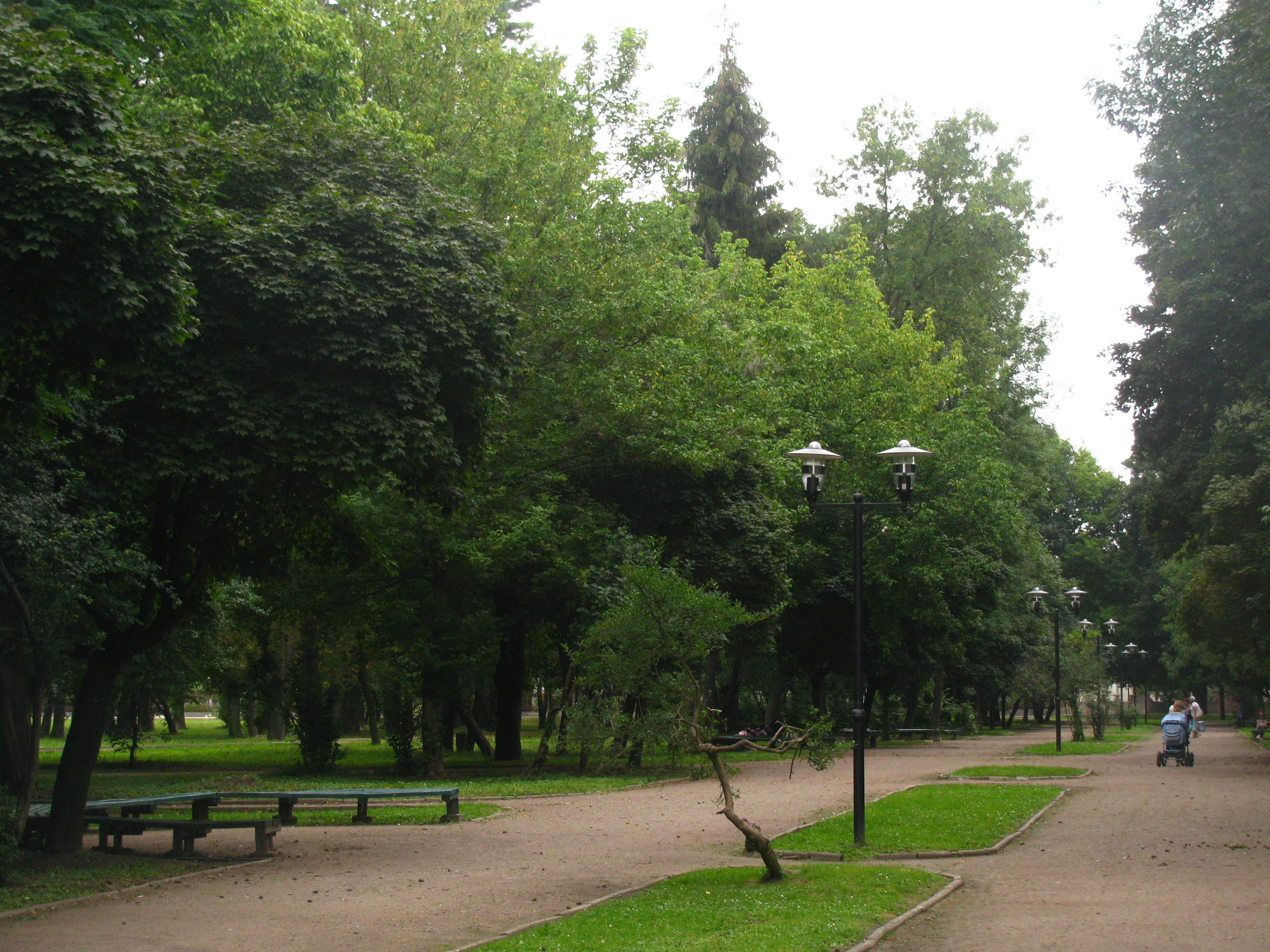
Головна алея у бік вулиці Кузнярівка
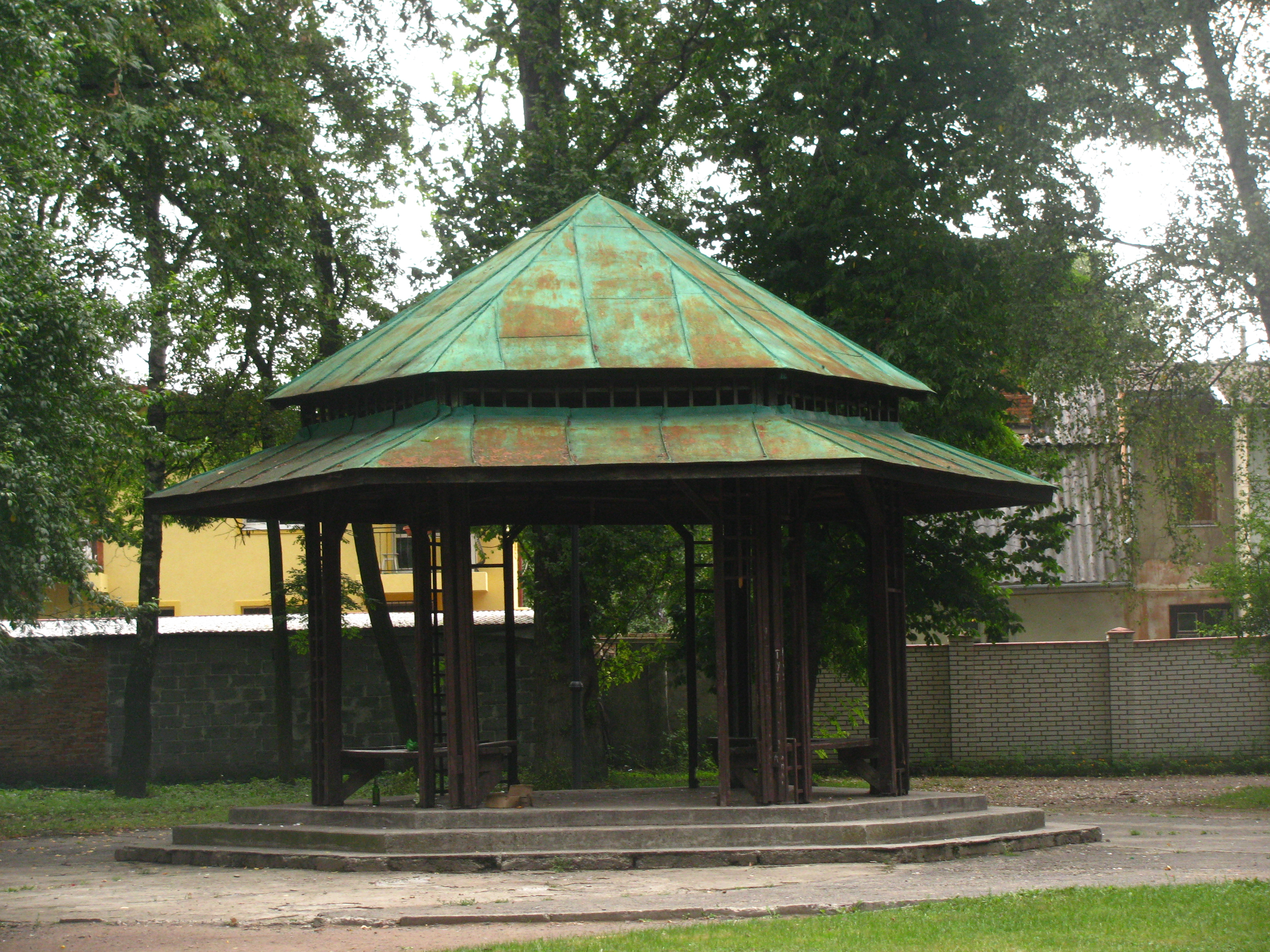
Альтанка
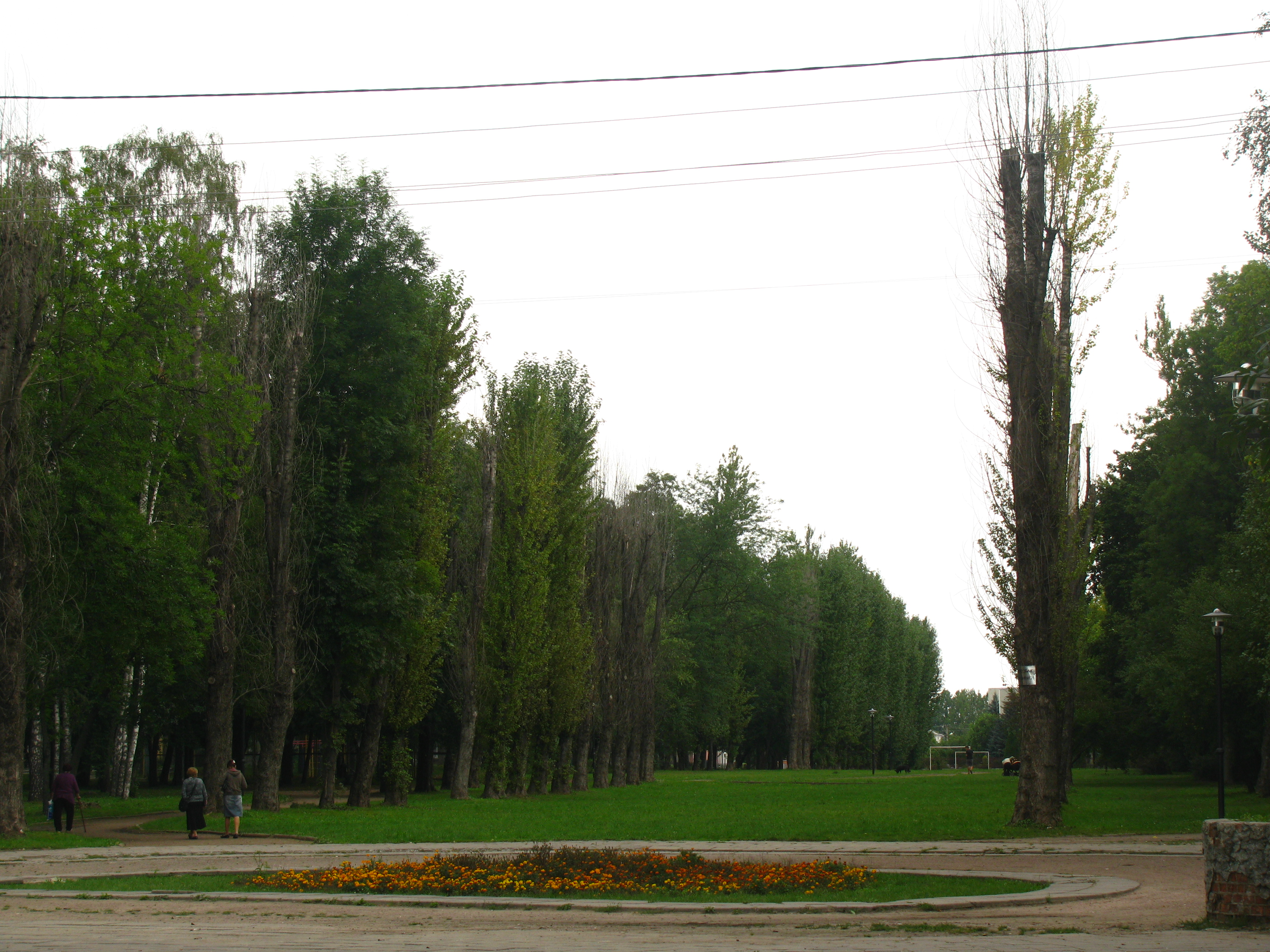
Головний вхід і галявина-просіка
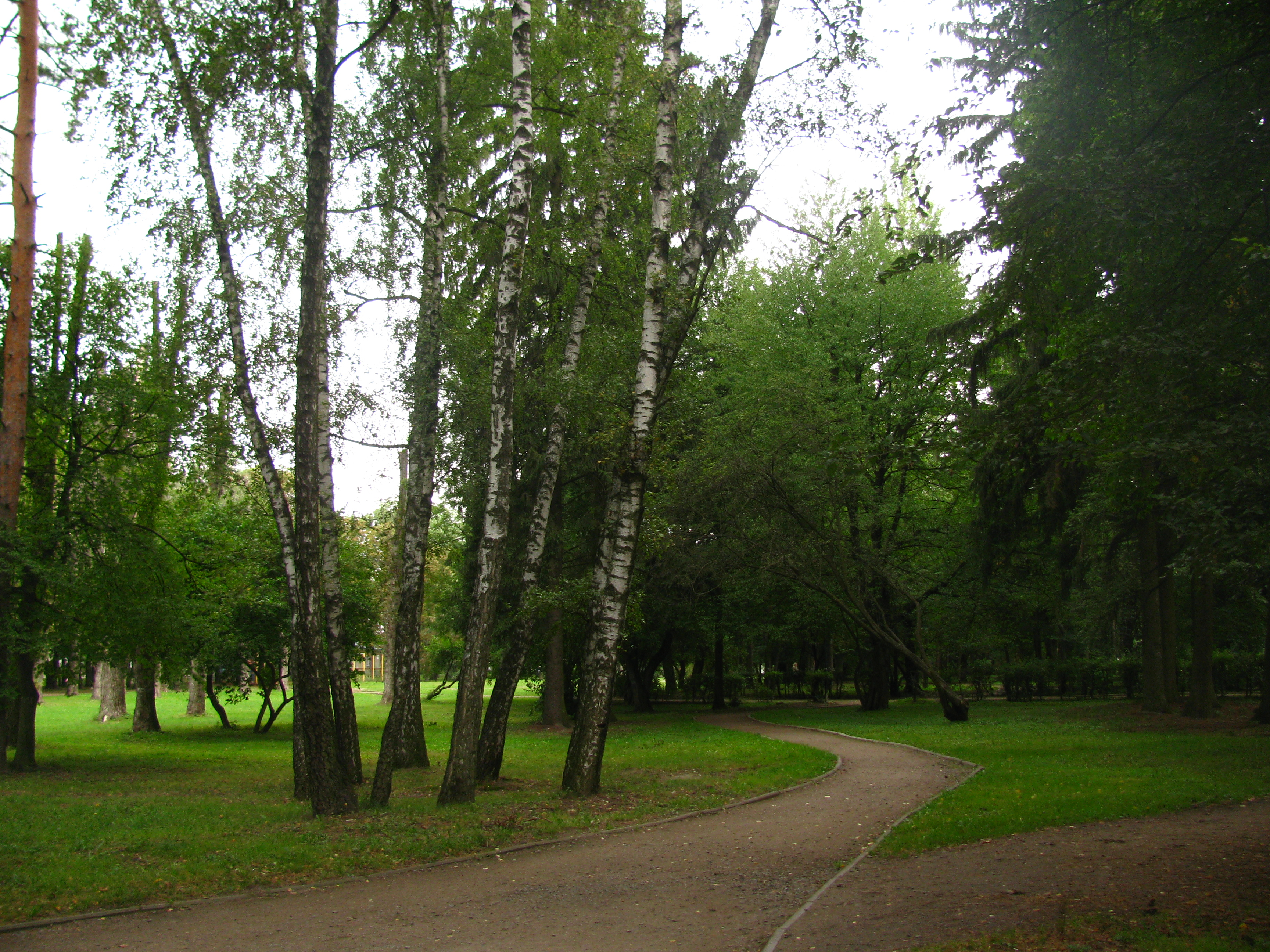
Бокова алея
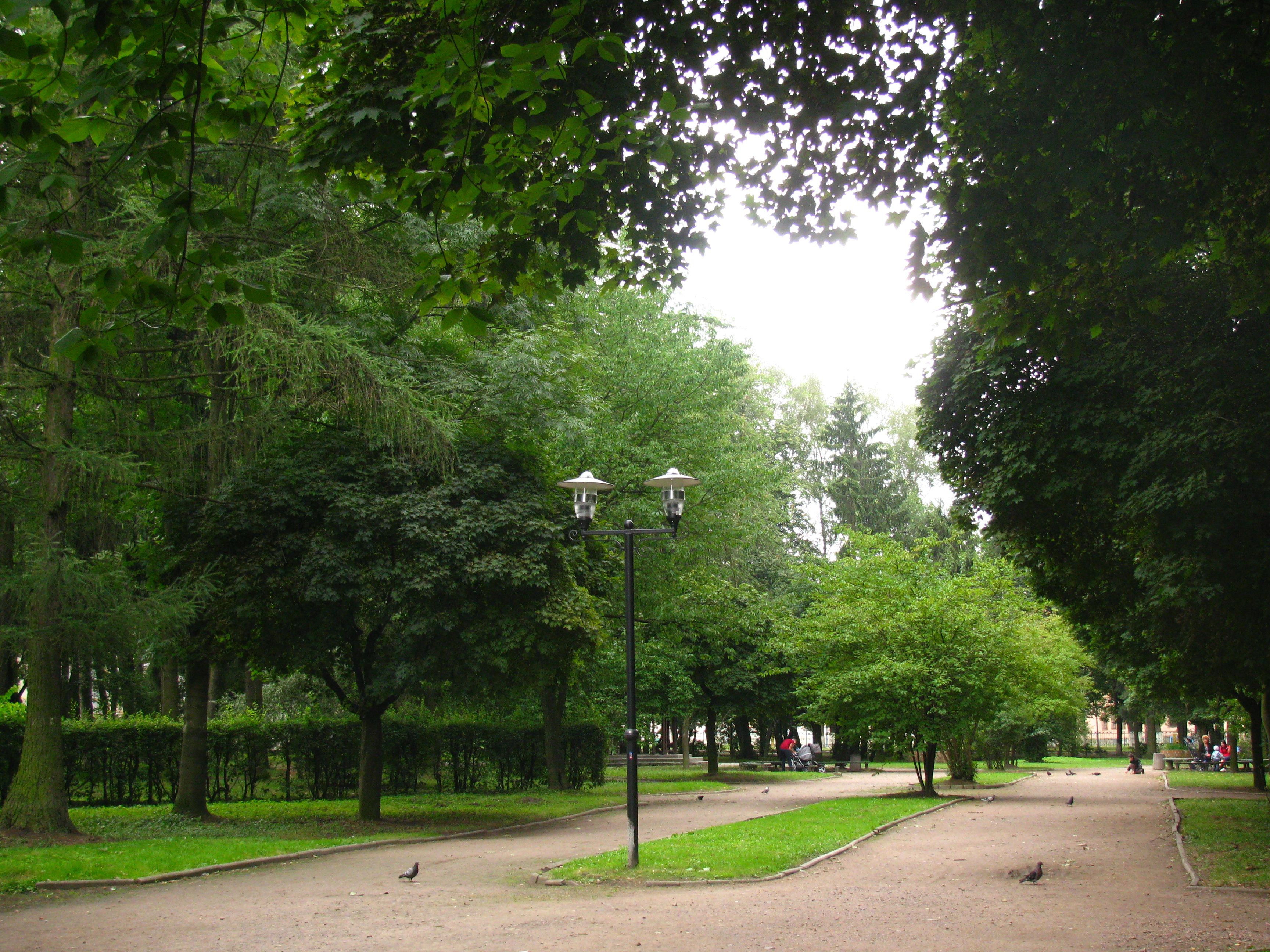
Головна алея у бік вулиці Повітряної